# 大田市場

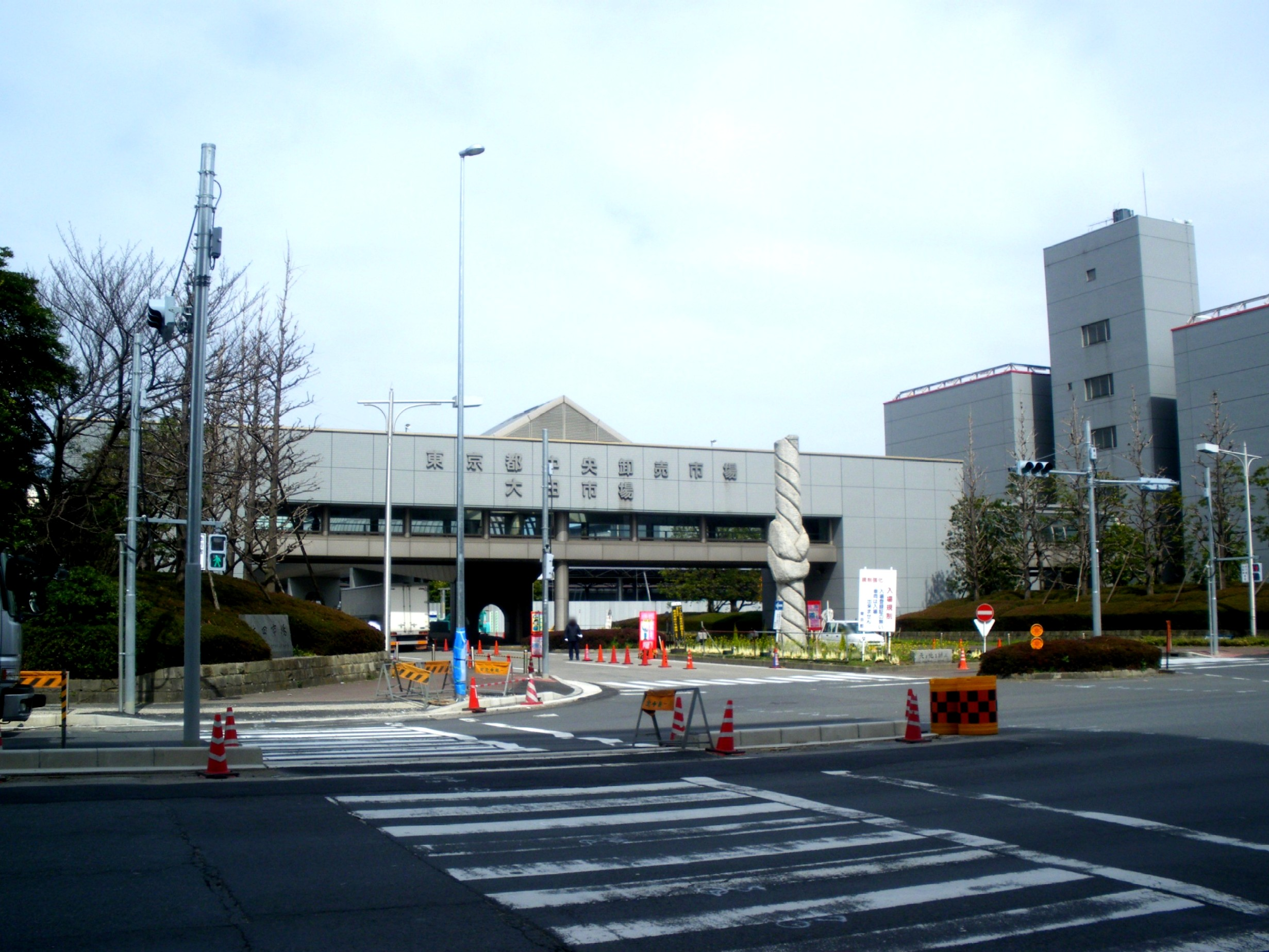
大田市場入口

大田市場（おおたしじょう）は、東京都大田区東海にある東京都が管理する公設卸売市場。都市計画法に基づく都市施設名称は、東京都市計画市場第15号東京都中央卸売市場大井市場。青果物、水産物、花卉（）を取扱う。東京都内に11か所ある東京都中央卸売市場の一つ。

## 所在地

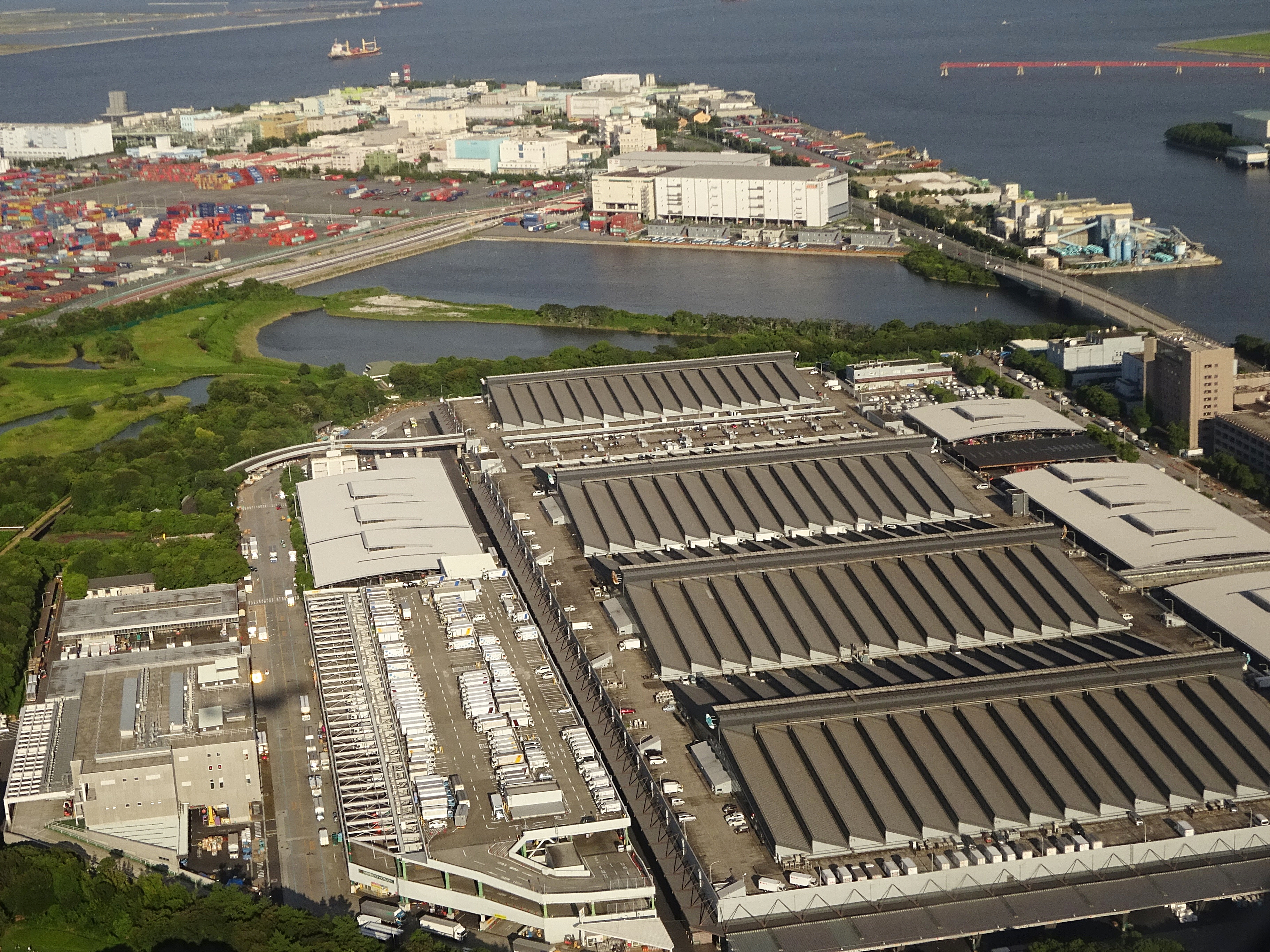
大田市場を空撮（2021年）

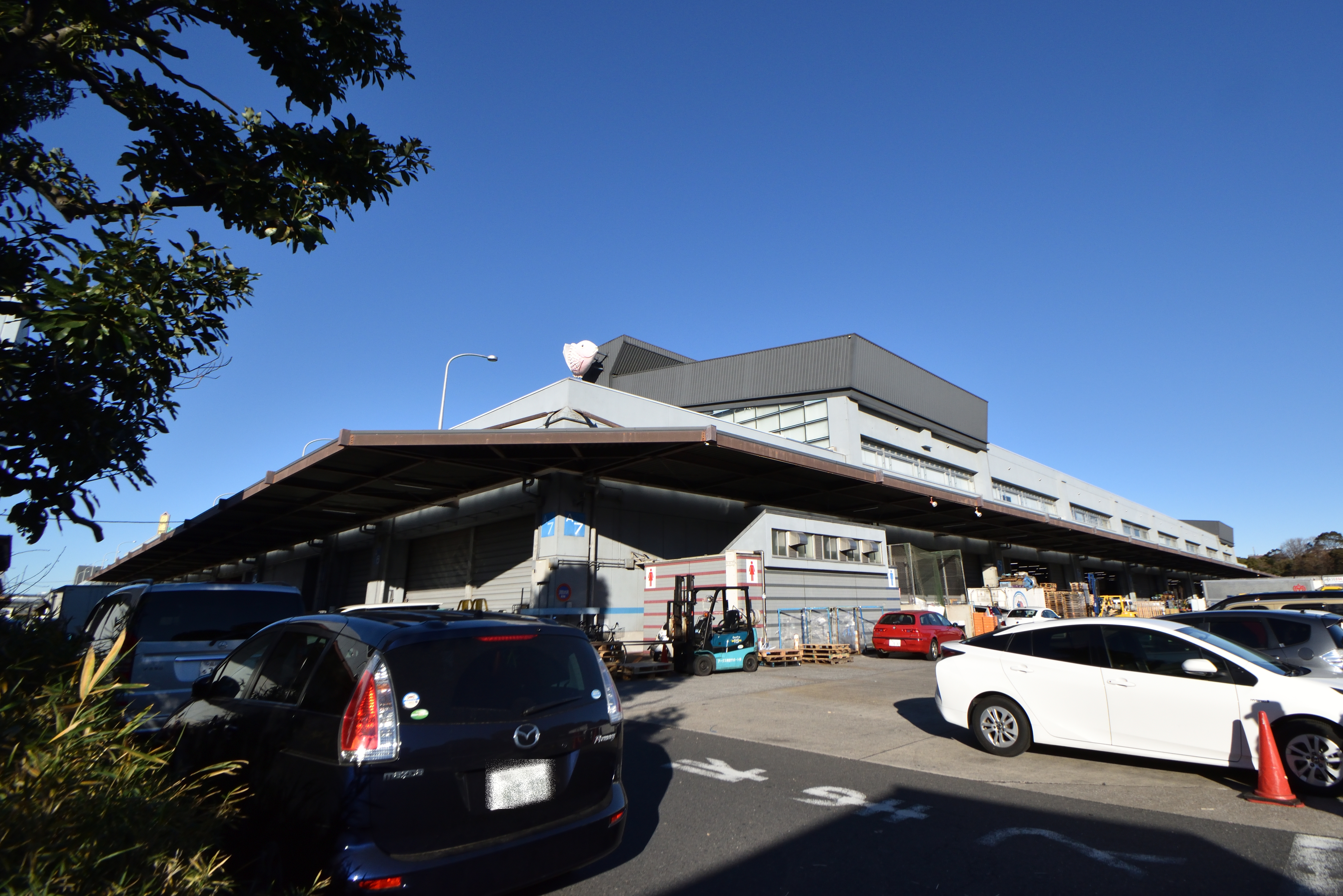
水産棟

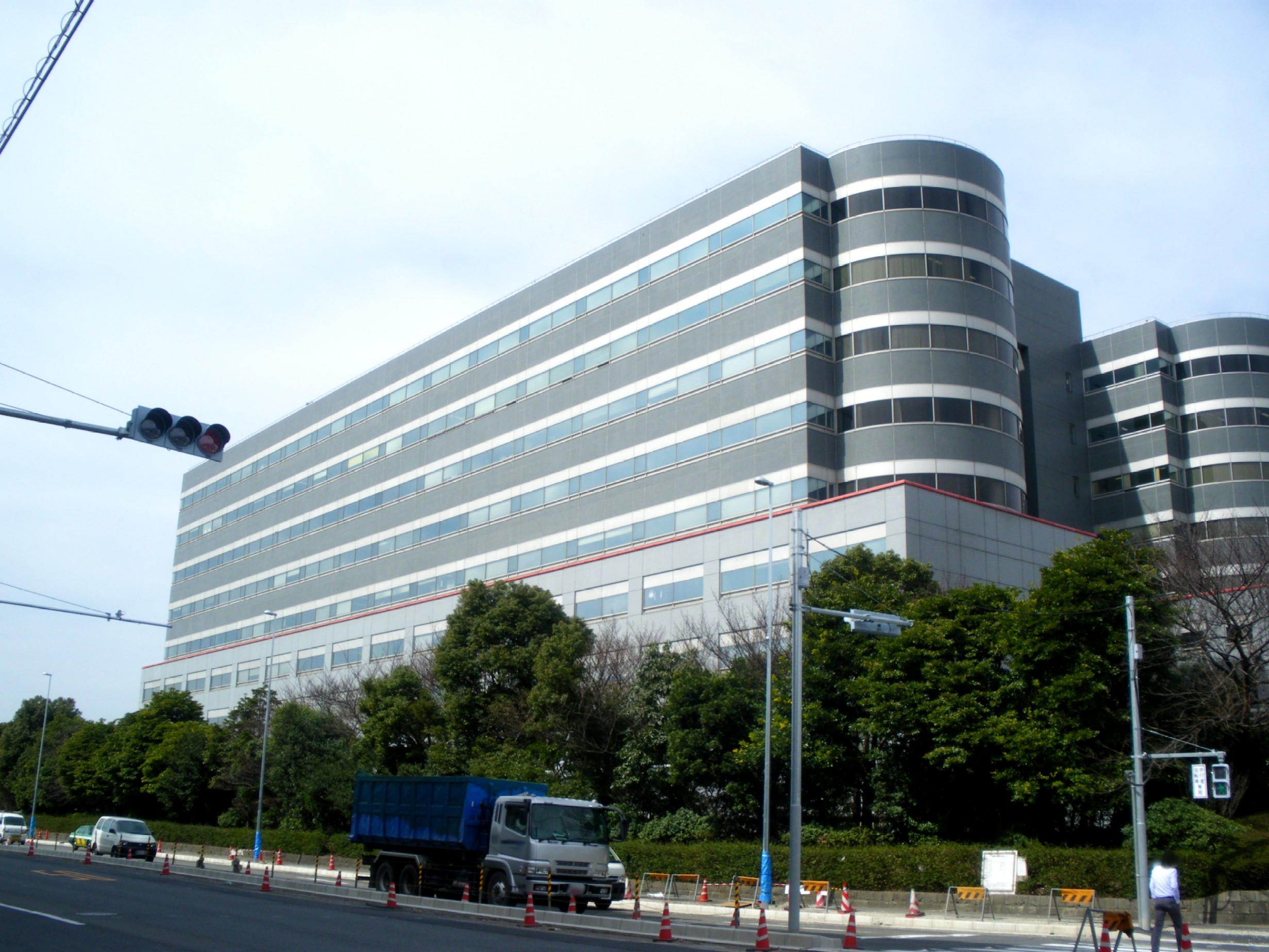
事務棟

大田市場は国道357号を挟んで2地区に分かれている。
- 青果棟、水産棟、事務棟、関連棟、市場会館、他
  - 大田区東海三丁目2番1号（北緯35度34分50秒 東経139度45分36.4秒 / 北緯35.58056度 東経139.760111度座標: 北緯35度34分50秒 東経139度45分36.4秒 / 北緯35.58056度 東経139.760111度）
- 花き棟、他
  - 大田区東海二丁目2番1号（北緯35度34分51.2秒 東経139度45分27.8秒 / 北緯35.580889度 東経139.757722度）

## 面積
2006年4月時点で敷地面積386,426平米、建物面積276,519平米。

## 沿革
昭和30年代から、取扱量の増大に対応するために「大井市場」として建設構想が出され、昭和57年（1982年）の第三次東京都卸売市場整備計画策定で、旧築地市場の過密解消などを目的に建設が決定した。この時点では築地市場の大田市場への移転も想定されていた（隣接する東京港野鳥公園は築地市場の移転先として造成された場所であった）。
- 青果
  - 1983年度（昭和58年度）基本設計着手、1988年度（昭和63年度）竣工
  - 神田市場（秋葉原）、荏原市場（五反田）、荏原市場蒲田分場を統合し、1989年（平成元年）5月業務開始
- 水産
  - 1983年度（昭和58年度）基本設計着手、1988年度（昭和63年度）竣工
  - 大森市場が移転し、1989年（平成元年）9月業務開始
- 花卉
  - 1987年度（昭和62年度）基本設計着手、1989年度（平成1年度）竣工
  - 民営の花き地方卸売市場を統合し、1990年（平成2年）9月8日業務開始
    - ※民営の地方市場である、大森園芸、京橋生花、都立園芸、ニッカン東京中央、同西部、芝生花、幡ヶ谷生花、京浜生花、東京花き南部の9社が統合して中央市場化が行われた。

### 神田市場
- 江戸開府に伴い市中に青物市が立った。神田市場は慶長17年（1612年）[2]に当時「八辻ヶ原」（その後に神田多町、須田町､神田佐柄木町､通新石町､連雀町が起立、現在の神田須田町と多町の広い地域）に建ったものが発祥とされる。明暦の大火後に、この場所へ市中の市場が統合され、千住、駒込と並び江戸の三大御用市場となった[3]。
- 東京市の「神田青果市場」として活況を呈していたが、関東大震災で壊滅。しかし当地で復興を遂げた[3]。
- 物流の需要増大、周辺道路の交通増大により、昭和3年に神田山本町を中心（現在の外神田4丁目、秋葉原駅の北西部）とした場所へ移転し、東京都中央卸売市場神田分場となった。

神田市場で営業していた事業者の多くは大田市場の開場に伴い同市場に移転したが、名残りとして社名に神田の名を残す事業者や事業者の組合も多く存在する。そのうちの一社が「東京神田青果市場株式会社（現名・東一神田青果株式会社(wikidata:Q111386247)）」である。

## 取扱量
公式サイトの大田市場の紹介ページには「青果部・花き部では、日本一の取扱規模を誇っており…」の記載がある。
- 2004(平成16)年（一日当たり）
  - 青果: 3105トン
  - 水産: 106トン
  - 花卉: 328万本（切花換算）
- 2005(平成17)年（一日当たり）
  - 青果: 3239トン
  - 水産: 105トン
  - 花卉: 324万本（切花換算）

- 2010(平成22)年（年間）
  - 青果: 873,901トン   246,855百万
  - 水産: 10,768トン    10,581百万
  - 花卉: 641,203千本（切花換算）50,199百万

※東京都 中央卸売市場 市場統計情報（月報・年報）

## 卸業者・仲卸業者
| 部門名     | 業務開始年月日          | 一日当り取扱高 | 一日当り取扱金額 | 卸売業者数                                   | 卸売業者                                                                                | 仲卸業者数                                   | 買参業者数    | 備考                                                      |
| ---------- | ----------------------- | -------------- | ---------------- | -------------------------------------------- | --------------------------------------------------------------------------------------- | -------------------------------------------- | ------------- | --------------------------------------------------------- |
| 青果部     | 1989（平成元）年5月6日  | 3,863t         | 1,126百万円      | 4社                                          | - 東京青果株式会社 - 東京荏原青果株式会社 - 東一神田青果株式会社 - 東京東梅食品株式会社 | 164社（者）                                  | 1141社（者）  | 神田市場・荏原市場・蒲田分場を移転・統合して成立          |
| 水産物部   | 1989（平成元）年9月18日 | 21t            | 28百万円         | 1社                                          | 大都魚類株式会社 大田支社                                                               | 36社（者）                                   | 17社（者）    | 大森市場を移転、築地市場からも一部事業者が出店して成立    |
| 花き部     | 1990（平成2）年9月8日   | 256万本        | 160百万円        | 2社                                          | - 株式会社フラワーオークションジャパン（略称: FAJ） - 株式会社大田花き                  | 18社                                         | 1,520社（者） | 城南地区の9の民営花き市場を統合集約して公設市場化して成立 |
| 関連事業者 |                         |                |                  | 流通保管8社 物販・飲食70社 加工・サービス5社 | 流通保管8社 物販・飲食70社 加工・サービス5社                                            | 流通保管8社 物販・飲食70社 加工・サービス5社 | 計 83社       |                                                           |

### 花卉仲卸業者一覧
花卉: 18社 ※1社で3ブース利用の業者あり
- アイドル株式会社
- 株式会社大田フレッシュフラワーズ
- 株式会社大森花卉
- 株式会社カワノ
- 株式会社京橋花き
- 株式会社ザ・ネクスト・ワン東京
- 株式会社中央花卉
- 株式会社ハナ・マーケット東京
- 株式会社花企画
- 株式会社花菱
- 株式会社阪神フラワーサポート
- フラワーサービス株式会社
- 株式会社プランツパートナー
- 株式会社プレステージ
- 株式会社フレネットHIBIYA
- 株式会社フローラルジャパン
- 株式会社フローレ21
- 有限会社マルミチフラワー

## セリ開始時間
- 青果 (野菜): 午前6時50分
- 青果 (果物): 午前7時00分
- 水産: 午前5時40分
- 花卉: 午前7時00分

## その他

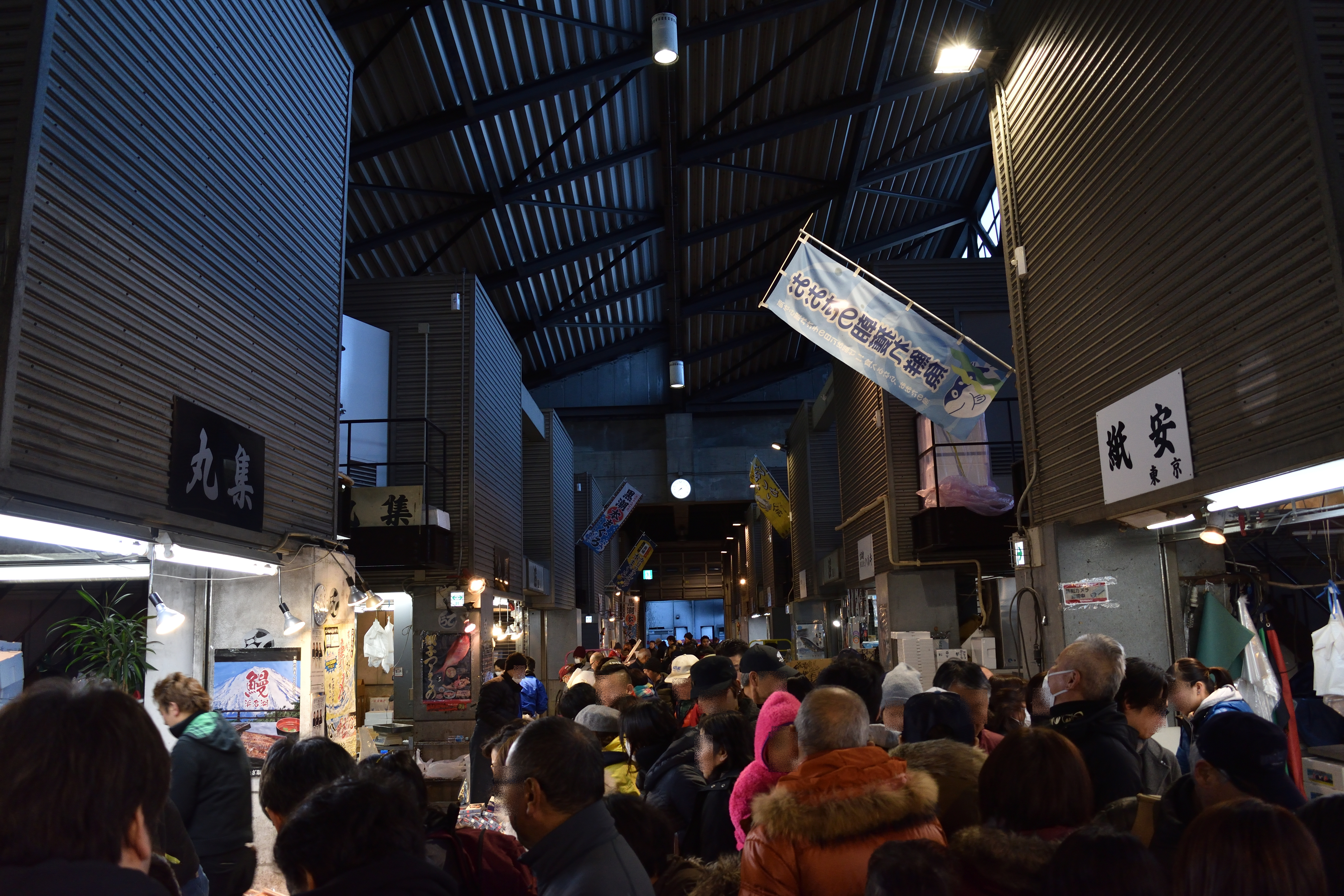
水産棟の年末販売（2018年）

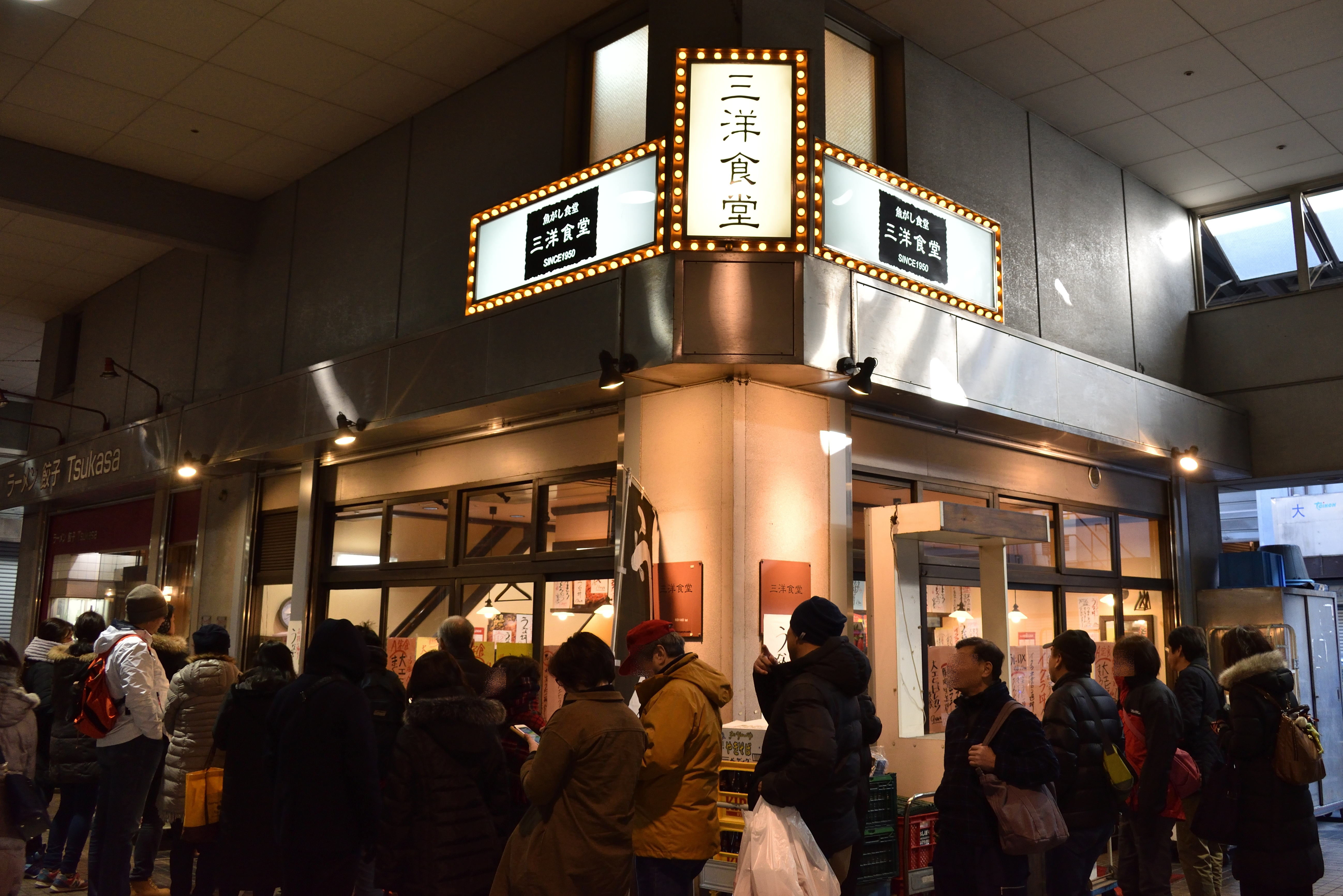
関連棟内の飲食店の一つ

- 大田市場と隣接する東京港野鳥公園の所在地は、本来は築地市場等を移転させることを目的として、1966年から1970年にかけて東京都港湾局が流通施設用地として造成した埋立地である[10]。
- 敷地のほぼ中央の地下を東海道貨物線が縦断している。
- 建物2階から「せり」を見下ろせる見学コースがあり[11]、正門の警備員詰所に申し込むことで開場日の5:00 - 15:00に見学が可能。ただし団体見学は事前に電話で問い合わせた上で、FAXにて市場見学申請書を送信する必要がある[12]。
- 毎年秋に「市場まつり」が開催され、消費者向け販売や模擬せり、マグロの解体ショーなどが行われる[13]。
- 年末の数日間には水産棟の仲卸店舗で年末販売（消費者向けの歳末市）が行われ[14]、正月向けの食材を求める多くの買い物客で賑わう。
- 旧築地市場のような場外市場はないが、場内の事務棟や関連棟に小規模ながら一般人も利用できる複数の飲食店や物販店がある[11]。

## アクセス
- 東京モノレール流通センター駅から徒歩約20分
- 大森駅・大森海岸駅・平和島駅から京浜急行バス（森32・森43系統）
- 品川駅から都営バス（品98系統）で約30分